# Antony (quận)
Quận Antony là một quận của Pháp, nằm ở tỉnh Hauts-de-Seine, ở vùng Île-de-France. Quận này có 12 tổng và 12 xã.

## Các đơn vị hành chính

### Các tổng
Các tổng của quận Antony là: 
1. Antony
2. Bagneux
3. Bourg-la-Reine
4. Châtenay-Malabry
5. Châtillon
6. Clamart
7. Fontenay-aux-Roses
8. Malakoff
9. Montrouge
10. Le Plessis-Robinson
11. Sceaux
12. Vanves

### Các xã
Các xã của quận Antony, và mã INSEE là: 
| 1. Antony (92002)    | 2. Bagneux (92007)    | 3. Bourg-la-Reine (92014)     | 4. Châtenay-Malabry (92019)    |
| 5. Châtillon (92020) | 6. Clamart (92023)    | 7. Fontenay-aux-Roses (92032) | 8. Le Plessis-Robinson (92060) |
| 9. Malakoff (92046)  | 10. Montrouge (92049) | 11. Sceaux (92071)            | 12. Vanves (92075)             |